# Distrito de Sarín
El Distrito de Sarín es uno de los ocho que conforman la Provincia de Sánchez Carrión, ubicada en el Departamento de La Libertad, bajo la administración del Gobierno regional de La Libertad. Es una valle interandino.
Desde el punto de vista jerárquico de la Iglesia católica forma parte de la Prelatura de Huamachuco.

## Historia
El distrito fue creado mediante Ley del 3 de noviembre de 1900, en el gobierno del Presidente Eduardo López de Romaña.

## Geografía
Abarca una superficie de 340,08 km².

## Autoridades

### Municipales
- 2023-2026
  - Alcalde: Richar Yoran Polo Cabrera
- 2019  - 2022
  - Alcalde: Leoncio Serín Chacón, por el partido Fuerza Popular.

- 2011 - 2014[2]
  - Alcalde: Rafael Alfonso Calderón Martell, de la alianza Súmate - Perú Posible (S-PP).
  - Regidores:  Máximo Reyna Peña (S-PP), Manuel Jesús Sánchez Quispe (S-PP), Santos Adrián Honorio Aranda (S-PP), María Magdalena Tamayo Neira (S-PP), Juan Antonio Robles Marquina (Fonavistas del Perú).[3]
- 2007 - 2010
  - Alcalde: Leoncio Serín Chacón, del Partido Democrático Somos Perú.

### Policiales
- Comisario:  PNP.

### Religiosas
- Prelatura de Huamachuco[4]
  - Administrador Apostólico de la Prelatura de Huamachuco: Monseñor Pascual Benjamín Rivera Montoya, TOR.[5]
- Parroquia Virgen de la Natividad
  - Párroco: Pbro. .